# Cetimaique trinodosa
Cetimaique trinodosa är en skalbaggsart som beskrevs av Martins och Maria Helena M. Galileo 2000. Cetimaique trinodosa ingår i släktet Cetimaique och familjen långhorningar. Inga underarter finns listade i Catalogue of Life.